# Pátzcuaro-See
Der Pátzcuaro-See (spanisch Lago de Pátzcuaro) ist ein See im Bundesstaat Michoacán in Mexiko, 62 km westlich der Stadt Morelia.
Der See, der in der Hochebene Purépecha liegt, ist eine der wichtigsten Touristenattraktionen in Michoacán. Der See hat eine Fläche von 126,4 km² bei einer mittleren Tiefe von fünf Metern. Seine Uferlinie ist 55 km lang, und fünf Inseln liegen in dem See: Janitzio, La Pacanda, Yunuén, Tecuén y Jarácuaro und eine kleine Insel namens La Tecuenita. Tecuén ist mit dem Auto erreichbar.
Touristische Aktivitäten bestehen hauptsächlich aus Bootsfahrten und Besuchen der Inseln, insbesondere der Insel Janitzio. Der traditionelle Día de los Muertos, an dem die Einheimischen mit durch Kerzen erleuchteten Kanus die auf Janitzio gelegenen Familiengräber besuchen, um diese mit Blumen und Lebensmitteln zu schmücken, ist eine besondere Attraktion am See.

## Geschichte des Sees
Im Jahr 2000 veröffentlichte Untersuchungen mithilfe der Kernlochbohrung deuten darauf hin, dass es vor 38.000 bis 25.000 Jahren einen Abfluss des Lago de Pátzcuaro in das System des Río Lerma gegeben haben könnte. Am See haben sich in dieser Zeit hohe lakustrische Ablagerungen gebildet. Vor und nach der darauf folgenden Kaltzeit vor 25.000 bis 13.000 Jahren lassen sich kühle Süßwasserbedingungen am Lago de Pátzcuaro nachweisen. Der See muss damals auch tiefer gewesen sein als heute. Zwischen 30.000 und 10.000 Jahren sind Kieselalgenarten nachgewiesen, die im Winter und im Frühjahr blühen. Das Pollen- und Pflanzenspektrum dokumentiert vor dem Holozän insgesamt kühlere klimatische Bedingungen mit einer saisonal deutlich höheren Feuchtigkeit. Vor ungefähr 10.000 Jahren wurde der See flacher und eutropher. Es entwickelte sich das heutige Klima. Während des Mittelholozäns vor 6.000 bis 3.000 Jahren war das Seewasser inzwischen alkalisch genug, um ostracodenreiche Mergel abzulagern. Seit ungefähr 4.000 Jahren kann menschliches Leben am See dokumentiert werden.

## Klima, Flora und Fauna um und im See

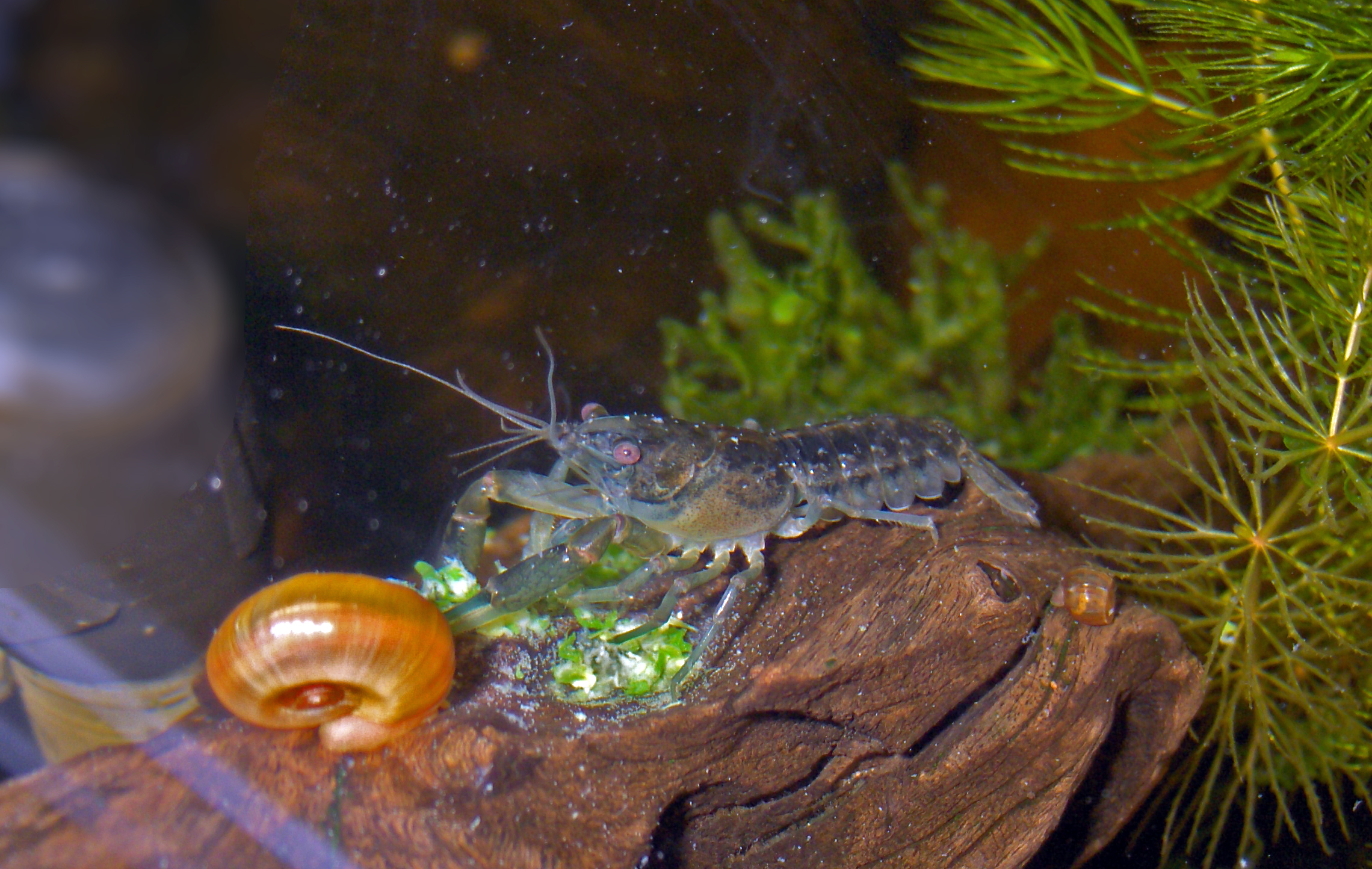
In seiner orangen Zuchtform wurde der Cambarellus patzcuarensis zum internationalen Botschafter seines Heimatsees

Das Klima ist subhumide, liegt also bei fünf bis sechs niederschlagsreichen Monaten mit einer zwischen 1922 und 1979 gemessenen Niederschlagsrate von 922 bis 1060 Millimetern; die Evaporationsrate betrug zwischen 1939 und 1985 insgesamt 1351 bis 1810 Millimeter. Im Einflussbereich des Sees sind durchschnittliche Außentemperaturen von 12 bis 18 °C typisch.
Der See ist von Kiefern- und Eichenwäldern umgeben, in denen Skunks, Beutelratten, Dachse, Eichhörnchen, Kaninchen und Füchse leben. Auch der See selbst weist eine große Artenvielfalt auf. Der vom Aussterben bedrohte Pátzcuarosee-Querzahnmolch ist hier endemisch. Zumindest fünf Fischarten leben ebenfalls hier: der vom Aussterben bedrohte Pez blanco (Chirostoma estor), Forelle, Acúmara (Algansea lacustris), Tiruh und Chegua (Alloophorus robustus). Der in freier Natur ebenfalls nur aus diesem See bekannte Gestreifte Zwergflusskrebs (Cambarellus patzcuarensis) gilt ebenfalls als gefährdete Art. In seiner orangen Zuchtform erfreut er sich spätestens seit der Zeit kurz nach der Jahrtausendwende in der europäischen Aquaristik großer Beliebtheit und ist ein Botschafter seiner Heimat. Der Cambarellus patzcuarensis ist in seiner natürlichen Umgebung des Lago de Pátzcuaro ein wichtiger Basibiont. So konnten bei einer 2001 veröffentlichten wissenschaftlichen Reihenuntersuchung insgesamt acht Arten von Epistylis als Epibionten in unterschiedlicher Verteilung auf den Exoskeletten des Krebses identifiziert werden. Diese waren: Epistylis bimarginata, Epistylis branchiophila, Epistylis carinogammari, Epistylis gammari, Epistylis gammari, Epistylis  niagarae, Epistylis stammeri und Epistylis variabilis. Neben den genannten Wimpertierchen profitieren weitere Ciliophora aus der Gruppe der Sauginfusorien von der Anwesenheit des Krebses im See. Diese sind Podophrya sandy, Acineta tuberosa und Tokophrya quadripartita. Der Krebs als Wirt dieser Lebensformen zeigt seine große Bedeutung im aquatischen Ökosystem des Sees und die Notwendigkeit seiner Reinerhaltung.
Die Flora des Sees umfasst 48 Arten in 22 Pflanzenfamilien und ist damit im Vergleich zu anderen Wassersystemen Mexikos besonders artenreich. Zur aquatischen Vegetation gehört unter vielen anderen das Kleine Fettblatt (Bacopa monnieri), der Schmalblättrige Merk (Berula erecta), das Raue Hornblatt (Ceratophyllum demersum), das Sumpfkraut Cyperus niger, die Riesen-Nadelsimse (Eleocharis montevidensis), der Hahnenfußähnliche Wassernabel (Hydrocotyle ranunculoides), der Südamerikanische Froschbiss (Limnobium laevigatum), die Bucklige Wasserlinse (Lemna gibba) das Guadeloupe-Nixkraut (Najas guadalupensis), die Mexikanische Seerose (Nymphaea mexicana), das Illinois-Laichkraut (Potamogeton illinoensis), das Kamm-Laichkraut (Potamogeton pectinatus), das Hahnenfußgewächs Ranunculus dichotomus, das Veränderliche Pfeilkraut (Sagittaria latifolia), das Breitblättrige Pfeilkraut (Sagittaria platyphylla), das Totora-Schilf (Scirpus californicus), die Salz-Teichbinse (Scirpus validus), die Vielwurzelige Teichlinse (Spirodela polyrrhiza), der Südliche Rohrkolben (Typha domingensis), der Breitblättriger Rohrkolben (Typha latifolia), das Blasenkraut Utricularia macrorhiza, die Wasserlinsengewächse Wolffia brasiliensis und Wolffiella lingulata, die Wasserhyazinthen Eichhornia crassipes sowie die Mexikanische Sumpfzypresse Taxodium mucronatum.

## Limnologie
Der artenreiche Pátzcuaro-See liegt über 2000 Meter über dem Meeresspiegel. Er besitzt eine Ausdehnung von rund 9000 Hektar mit einer durchschnittlichen Wassertiefe von 4,70 Metern. An seiner tiefsten Stelle wurden gerade einmal 12 Meter gemessen.  Durch seine geringe Tiefe besitzt der See an den Rändern umfangreiche Feuchtgebiete, die sich insbesondere auf die Flachwasserzonen konzentrieren.
Die mittlere Wassertemperatur schwankte von 1922 bis 1979 zwischen 15,80 bis 16,70 °C. In einer Studie von 2014 wurden im Jahr 2011 Tiefstwerte von 14,80 °C (pH-Wert: 7,20) und Höchstwerte von 26,80 °C (pH-Wert: 8,80) gemessen. Der Mittelwert lag in diesem Jahr im Februar bei 17,97 °C (pH-Wert: 8,48), im Mai bei 22,77 °C (pH-Wert: 8,81), im Juli bei 21,18 °C (pH-Wert: 9.58) und im September bei 18 °C (pH-Wert: 9,02). Der Sauerstoffgehalt sank im Durchschnitt von Februar bis September kontinuierlich von 6,39 auf 4,40 mg/l. Der Anstieg von Algen ab Juli war dabei deutlich spürbar. Mit dem Sauerstoffgehalt sank auch der Salzgehalt in den gleichen Zeiträumen von durchschnittlich 0,46 ‰ im Februar auf 0,09 ‰ im September und damit verbunden die Leitfähigkeit (Februar: 948,58 NS/cm; September: 130.40 NS/cm). Der pH-Wert im See bewegte sich 2011 von Februar bis September im Bereich von 8,48 bis 9,02 und lag somit im alkalischen Bereich. Ähnliche pH-Messergebnisse waren bereits zwischen 2006 und 2007 mit 7,56 bis 9,91 erzielt worden. Der Phosphatgehalt im See liegt in der Regel bei nicht mehr als 1 ppm, außer es fanden Verunreinigungen durch Phosphordünger statt.

## Zerstörung des Ökosystems

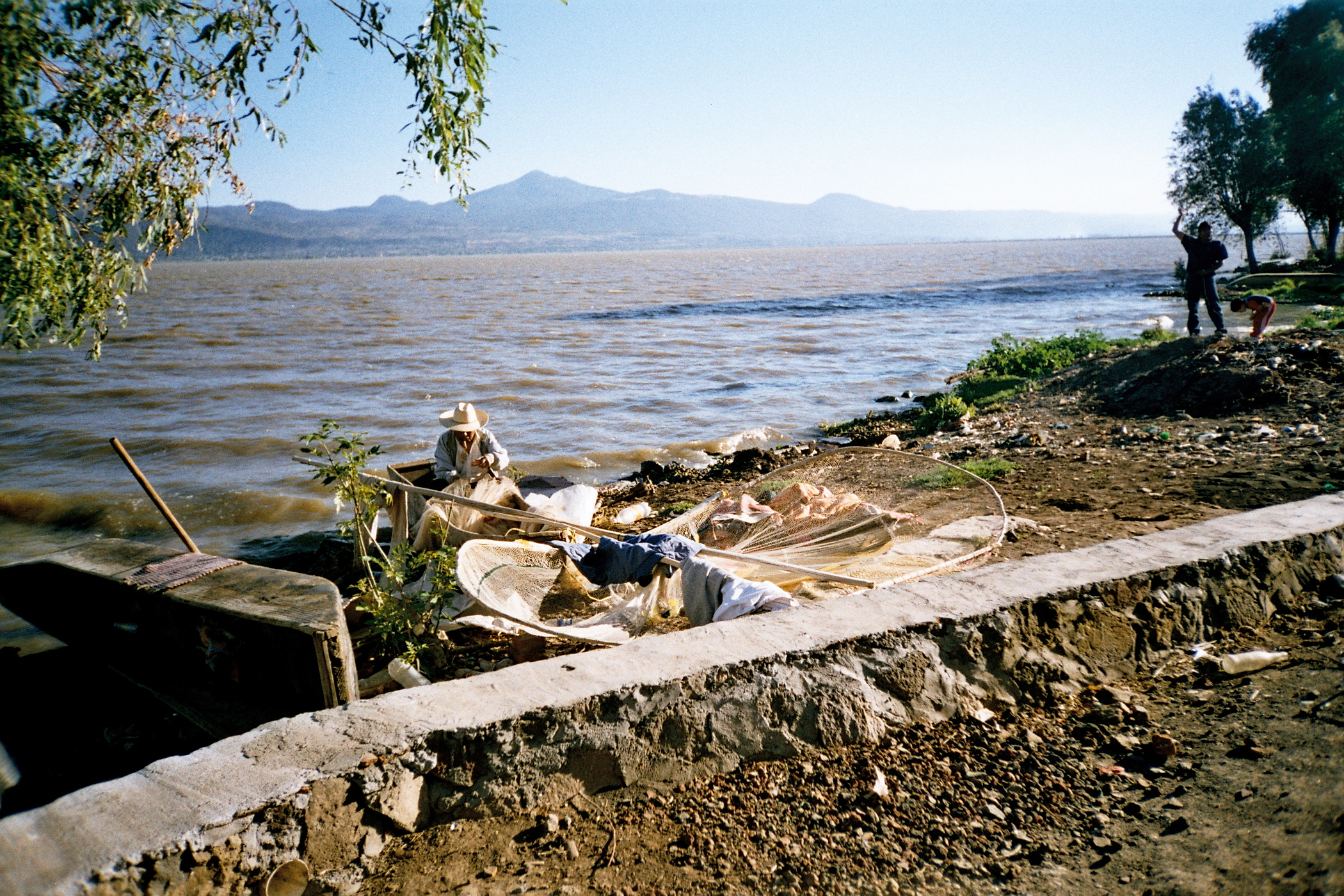
Ein traditionell arbeitender Fischer repariert sein Netz am Pátzcuarosee

In einer Studie von 2009 wurde die nachhaltige und beschleunigte Zerstörung des ökologischen Systems am Lago de Pátzcuaro erläutert. Ein Hauptübel lag dabei in einer verfehlten jahrzehntelangen Regierungspolitik, wobei die Autoren das bisher geförderte Fischereimanagement hervorhoben, das dazu führte, die heimischen Fischbestände stark zu verringern und teils an den Rand des Aussterbens zu bringen. Zu diesem verfehlten Konzept, das die Einführung verschiedener exotischer Arten durch Fischplantagen in das endorheische Seebecken förderte, kommen unzählige Abwassereinleitungen aus den städtischen und ländlichen Gebieten sowie aus der Agrochemie. Das langsame Aussterben der einheimischen Fauna im See bedroht auch die Existenz der traditionellen Fischer und ihre Familien. All diese Ursachen haben zu einer negativen Veränderung aller bisher bekannten Parameter im See geführt.
Auch um den See herum wurde kein Respekt vor der Natur genommen. So hat neben der allgemeinen Umweltverschmutzung die Landwirtschaft und Viehzucht viel Platz eingenommen. Für sie wurde bedenkenlos abgeholzt, abgebrannt und gerodet. Inzwischen wurden von den angrenzenden Gemeinden, Instituten und Stiftungen Programme aufgelegt, die dem ungezügelten Treiben Einhalt gebieten sollen.